# Октябрьское (Иглинский район)
Октябрьское (баш. Октябрьский) — деревня в Иглинском районе Республики Башкортостан Российской Федерации. Входит в состав Тавтимановского сельсовета.

## География

### Географическое положение
Расстояние до:
- районного центра (Иглино): 24 км,
- центра сельсовета (Тавтиманово): 6 км,
- ближайшей ж/д станции (Тавтиманово): 6 км.

## Население
| 2002 | 2009 | 2010 |
| ---- | ---- | ---- |
| 177  | ↗191 | ↘164 |

Национальный состав
Согласно переписи 2002 года, преобладающая национальность — башкиры (59 %).